# 阿尔弗雷德 (纽约州)
阿尔弗雷德（英語：Alfred）是位于美国纽约州阿利根尼县的一个镇，地处该县东部。2010年美国人口普查时，该镇有5237人。其名称据称来源于阿尔弗雷德大帝。阿尔弗雷德大学与阿尔弗雷德州立学院皆坐落于此。